# Emmerich Kálmán
Emmerich (Imre) Kálmán (Siófok, 24. listopada 1882. – Pariz, 30. listopada 1953.), mađarski skladatelj.
Studirao je u Budimpešti, živio u Beču, a od 1940. godine u SAD-u. Svjetske uspjehe postigao je operetama "Jesenji manevri", "Kneginja čardaša", "Bajadera", "Grofica Marica", "Cirkuska princeza". U njima efektno prikazuje stil bečke mondene operete s mađarski obojenom melodikom.